# 老論派
老論派，朝鮮王朝的朋黨之一，由西人黨分裂出來，用來對比批判肅宗外戚的少論派。
在1680年庚申換局後一直生存至朝鲜正祖時代。

## 老論的主要領袖
- 宋時烈
- 金壽恆（朝鲜语：김수항）
- 金昌集（朝鲜语：김창집）
- 李健命（朝鲜语：이건명 (조선)）
- 李頤命（朝鲜语：이이명）
- 趙泰采（朝鲜语：조태채）
- 金在魯（朝鲜语：김재로）